# Tranque de relaves Talabre
El tranque de relaves Talabre es un depósito que desde 1952 almacena los residuos de la producción de cobre de las minas Chuquicamata, Ministro Hales y Radomiro Tomic. Está ubicado a unos 13 kilómetros al nororiente de Calama y tiene, en su etapa VIII, una capacidad aprobada ambientalmente de 4.400 millones de metros cúbicos.: 2 
Este depósito se encuentra sobre lo que fue un salar, es decir, un depósito de sales acumuladas naturalmente en la parte más baja, el plano de equilibrio, de una cuenca endorreica llamada salar Talabre. Esta cuenca endorreica está inscrita en la cuenca del río Loa.
No confundir con la quebrada Talabre, tributaria de la cuenca del salar de Atacama.

## Historia
En la cuenca del salar Talabre se encuentra uno de los geoglifos más grandes de Chile.